# 1907 en rugby à XV
Chronologie du rugby à XV
1906 en rugby à XV - 1907 en rugby à XV - 1908 en rugby à XV
Les faits marquants de l'année 1907 en rugby à XV

## Événements

### Mars
- L'Écosse a terminé première du Tournoi britannique de rugby à XV 1907 en remportant trois victoires et la triple couronne par la même occasion. Cette victoire est la dernière d’une longue série de neuf victoires en vingt deux ans dans le tournoi, de 1886 à 1907. 
  - Articles détaillés : Tournoi britannique de rugby à XV 1907, L'Écosse dans le tournoi britannique de rugby à XV 1907

### Récapitulatifs des principaux vainqueurs de compétitions 1906-1907
- Le Stade bordelais UC est champion de France.
- Le Devon et le Durham se partagent le titre de champion d’Angleterre des comtés.
- La Western Province remporte le championnat d'Afrique du Sud des provinces, la Currie Cup.

## Naissances
- Fondation du Stade toulousain, du RC Narbonne et du CA Bègles-Bordeaux.